# Ekaterina Gnidenko
Yekaterina Valeryevna Gnidenko (em russo:  Екатерина Валерьевна Гниденко; nascida em 11 de dezembro de 1992) é uma ciclista russa de ciclismo de pista. Competiu nos Jogos Olímpicos de Verão de 2012 em Londres, terminando na oitava posição na prova de keirin feminino. Posteriormente ela foi desclassificada dessa prova após a reanálise de seu teste antidoping acusar o uso da substância turinabol. Na corrida de velocidade, foi a décima oitava colocada.